# Inguna Rībena
Inguna Rībena z domu Krūmiņa (ur. 24 lipca 1956 w Rydze) – łotewska architekt i polityk, minister kultury (2002–2004), posłanka na Sejm Republiki Łotewskiej.

## Życiorys
W 1980 ukończyła studia na wydziale architektury Ryskiego Instytutu Politechnicznego. W 1995 uzyskała magisterium z architektury. Od 1980 pracowała jako wykładowczyni na macierzystej uczelni (przekształconej w Ryski Uniwersytet Techniczny). Podjęła również praktykę w zawodzie architekta, była zwyciężczynią różnych konkursów branżowych. Autorka publikacji poświęconych architekturze i wystrojowi wnętrz. Członkini m.in. łotewskiego związku architektów.
W latach 1994–1997 wykonywała mandat radnej rady miejskiej w Rydze, następnie była zatrudniona w administracji miejskiej jako kierownik wydziału kultury. W latach 1998–2002 kierowała spółką Aģentūra Rīga 800. Angażowała się na rzecz sprawy tybetańskiej w Sejmie IX kadencji.
W 2002 uzyskała po raz pierwszy mandat posłanki na Sejm Republiki Łotewskiej, kandydując z ramienia Nowej Ery (JL). Od listopada 2002 do marca 2004 sprawowała urząd ministra kultury w rządzie Einarsa Repšego. Weszła w skład prezydium Sejmu VIII kadencji. Uzyskiwała reelekcję w kolejnych wyborach parlamentarnych: w 2006 (z listy JL), 2010 i 2011 (z listy Jedności, którą współtworzyła Nowa Era). W czerwcu 2014 ogłosiła odejście z Jedności. W tym samym miesiącu przystąpiła do partii Zjednoczenie Narodowe „Wszystko dla Łotwy!” – TB/LNNK. W 2014 i 2018 z ramienia narodowców wybierana na kolejne kadencje Sejmu. W czerwcu 2019 wystąpiła z frakcji tego ugrupowania.

## Życie prywatne
Dwukrotnie zamężna, jej drugim mężem został architekt Uģis Zābers. Ma czworo dzieci (dwie pary bliźniaków, po jednej z każdego z małżeństw).

## Odznaczenia
Odznaczona Orderem Trzech Gwiazd IV klasy (2002).